# Italjet

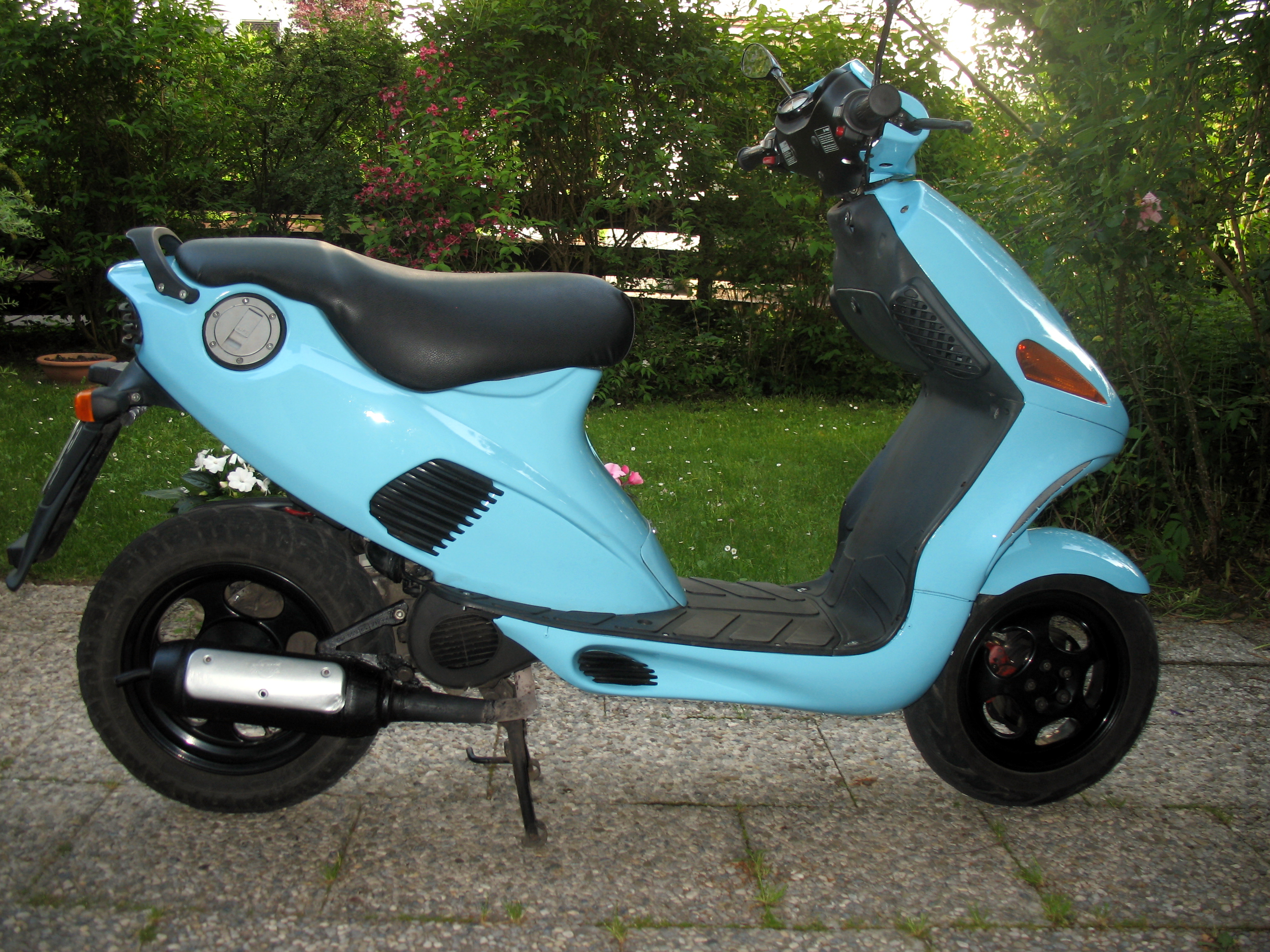
Formula 50 (1998)

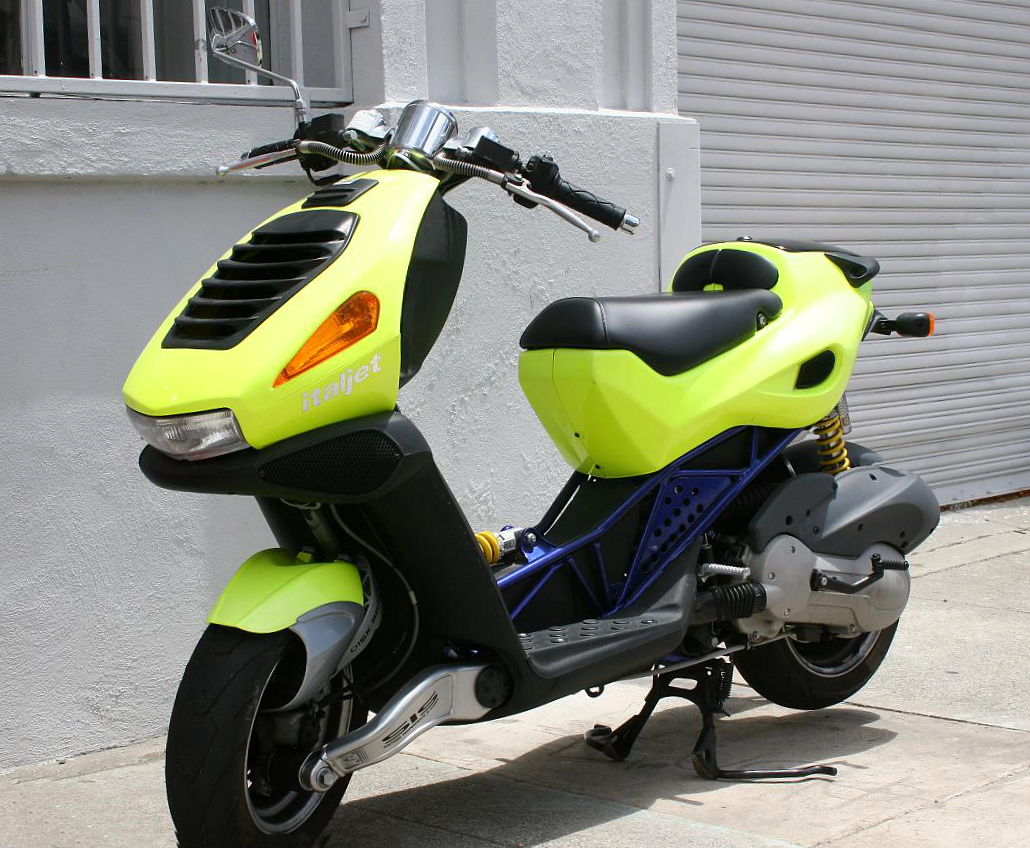
Dragster 180

Italjet – włoski producent skuterów, motorowerów, motocykli i quadów. Przedsiębiorstwo zostało założone w 1959 roku w San Lazzaro di Savena przez Leopoldo Tartariniego.

## Historia
W 1959 Leopoldo Tartarini założył przedsiębiorstwo Italjet zajmujące się produkcją motocykli. Maszyny bardzo szybko zaczęły odnosić sukcesy w wyścigach. Pierwszym modelem wyprodukowanym przez Leopoldo Tartarini w 1962 r. był Italjet 50. Był to motocykl sportowy, wyposażony w silnik Minarelli 50 cm z 3 biegową manualną skrzynią biegów. Będąc jednym z historycznych modeli, trójkołowy Italjet 250 wyposażono w 1 cylindrowy 2-suwowy silnik z zamkniętym układem chłodzenia, którym Tartarini pobił 3 rekordy świata na torze w Monza 12 listopada 1969. Motocykl się nie zachował oprócz kół nic tylko część motocykla z silnikiem.
W 1972 r. Tartarini rozpoczął współpracę z przedsiębiorstwem Yamaha. Owocem tego porozumienia był nowy model Buccaner 125 z dwusuwowym i dwucylindrowym silnikiem, który zwyciężył Italian Junior Championship w 1973, 1974 i 1975 r. Przedsiębiorstwo zyskało uznanie wśród producentów motocykli. W 1979 r., kiedy Italjet uczestniczył w wielu wyścigach, przedsiębiorstwo zawiązało porozumienie z Bultaco. Wynikiem tej współpracy był nowy motocykl Italjet T350, który zdobył wicemistrzostwo w Bernie rider Schroeiber w 1980 r.
W latach 80 Italjet wkroczył na rynek motocykli off-road. Wtedy pierwszy raz zastosowano własne silniki. Jednakże Italjet Moto woli korzystać z silników innych marek. Dzięki innowacyjnym rozwiązaniom i dużej stylistyce modeli: retro (Velocifero, Torpedo), o sportowym charakterze (Dragster, Formula) czy maxi skutery (Jupiter, Millennium) produkty przedsiębiorstwa trafiały do coraz większego grona klientów, co spowodowało rozkwit marki (1990 r.). Italjet opracował dwucylindrowy silnik 125c (przez wiele lat jedyny taki silnik na rynku). Opracowanie takiego silnika przyczyniło się do debiutu przedsiębiorstwa i zwycięstwa w wyścigu 125c racer GP w 1998 roku na poziomie krajowym.
Sprzedaż maszyn w 2000 r. wynosiła 90 tysięcy sztuk. W tym czasie inwestowano ciągle w nowe projekty. Nagłe zmiany na rynku skuterów w 2002 r. związane z napływem tanich jednośladów z Chin i Tajwanu oraz niekorzystna sytuacja walutowa doprowadziły do kłopotów przedsiębiorstwa, w związku z czym zrezygnowano z wyścigów. W 2003 roku Italjet stał się niewypłacalny i był zmuszony zamknąć fabryki oraz sprzedać plany wielu maszyn w tym trójkołowego Italjeta Scoop skuterowemu potentatowi Piaggio, który we właściwym czasie zmienił nazwę Scoopa na Piaggio Mp3. Historia tego modelu została ukryta między innymi w wyniku marketingu. Nie wszystko zostało jednak sprzedane – nazwa Italjet Moto oraz sztandarowy model Dragster wraz z innymi zostało w rękach rodziny Tartarini. Dziś Italjet jest zarządzany przez Massimo Tartarini, który dąży do odbudowy kondycji przedsiębiorstwa.

## Najpopularniejsze skutery
| Marka i model         | Italjet Formula                                              |
| --------------------- | ------------------------------------------------------------ |
| Silnik:               | jedno-/dwucylindrowy, dwusuwowy, chłodzony powietrzem/cieczą |
| Pojemność skok.(cm³): | 50/125                                                       |
| Masa:                 | 80/100/100/110 kg                                            |
| Koła(opony*):         | przód-11 cali (120/70) tył-12 cali (130/70)                  |
| Hamulce:              | przód-tarcza, tył-tarcza/bęben                               |
| Wymiary[mm]:          | dług.-1820, szer.-620                                        |
| Zbiornik paliwa (l):  | 10 l                                                         |

| Marka i model         | Italjet Dragster                                                  |
| --------------------- | ----------------------------------------------------------------- |
| Silnik:               | jednocylindrowy, dwusuwowy chłodzony cieczą                       |
| Pojemność skok.(cm³): | 50/125/180                                                        |
| Masa:                 | 89/117/126 kg                                                     |
| Wymiary:              | Długość: 1720 mm (50 cm³), 1775 mm (125/180 cm³)Szerokość: 680 mm |
| Koła:                 | przód-120/70-11, tył-130/60-13 cali                               |
| Hamulce:              | przód-tarcza, tył-tarcza                                          |
| Zbiornik paliwa (l):  | 7/10/12 l                                                         |

| Marka i model         | Italjet JetSet                                                 |
| --------------------- | -------------------------------------------------------------- |
| Silnik:               | jednocylindrowy dwusuwowy / czterosuwowy, chłodzony powietrzem |
| Pojemność skok.(cm³): | 50/125                                                         |
| Masa:                 | 100/118 kg                                                     |
| Koła:                 | 120/70 12 calowe przednie. Z tyłu 130/70 12 cali 130/70        |
| Hamulce:              | przód-tarcza, tył-bęben                                        |
| Zbiornik paliwa (l):  | 10 l                                                           |

| Marka i model         | Italjet Torpedo                                               |
| --------------------- | ------------------------------------------------------------- |
| Silnik:               | jednocylindrowy dwusuwowy/ czterosuwowy, chłodzony powietrzem |
| Pojemność skok.(cm³): | 50                                                            |
| Masa:                 | 96/103 kg                                                     |
| Koła:                 | przód-16, tył-14 cali                                         |
| Hamulce:              | przód-tarcza, tył-bęben                                       |
| Zbiornik paliwa (l):  | 7,5/10 l                                                      |

| Marka i model         | Italjet Jupiter                                |
| --------------------- | ---------------------------------------------- |
| Silnik:               | jednocylindrowy, czterosuwowy chłodzony cieczą |
| Pojemność skok.(cm³): | 250                                            |
| Masa:                 | 156.0 kg                                       |
| Wymiary:              | długość-2110 mm szerokość-790 mm               |
| Koła:                 | przód-110/90-12, tył-130/70-12 cali            |
| Hamulce:              | przód-tarcza, tył-tarcza                       |
| Zbiornik paliwa (l):  | 12.50 l                                        |

| Marka i model         | Italjet Milenium                                                     |
| --------------------- | -------------------------------------------------------------------- |
| Silnik:               | jednocylindrowy, dwusuwowy/ czterosuwowy chłodzony powietrzem/cieczą |
| Pojemność skok.(cm³): | 100/125/150 cm³                                                      |
| Masa:                 | 105/132 kg                                                           |
| Wymiary:              | długość-1975, szerokość-715 mm                                       |
| Koła:                 | przód-120/70-12 tył-130/70-12                                        |
| Hamulce:              | przód-tarcza, tył-bęben                                              |
| Zbiornik paliwa (l):  | 11,5 l                                                               |

| Marka i model        | Italjet Velocifero                                                |
| -------------------- | ----------------------------------------------------------------- |
| Silnik:              | jednocylindrowy, dwusuwowy, jednocylindrowy, chłodzony powietrzem |
| Pojemność skok.:     | 50 cm³                                                            |
| Masa:                | 72 kg                                                             |
| Wymiary:             | dług.-1270; szer.-680 mm                                          |
| Koła:                | przód-100/90 tył-100/90 10-cali                                   |
| Hamulce:             | przód-bęben, tył-bęben                                            |
| Zbiornik paliwa (l): | 6 l                                                               |